# Litteraturåret 1996

## Händelser
- 20 september – Linköpings stadsbibliotek ödeläggs vid en anlagd brand.[1]
- 3 oktober – Den första litteraturvetenskapliga avhandlingen om Cornelis Vreeswijk presenteras.[1]
- 24–27 oktober – Bok- och biblioteksmässan i Göteborg noteras för rekordpublik, 99 260 besökare mot 97 104 under föregående år. Många kända profiler inom sina områden medverkar, till exempel Thomas Ravelli.[1]
- December – Henning Mankell är enligt Bokhandlarföreningen i Stockholm 1996 års mest lästa förfrattare i Sverige.[1]
- okänt datum – Den svenska barnboksförfattarinnan Astrid Lindgren porträtteras på frimärke[2].
- okänt datum – Den mångsidige Ethan Hawke debuterar som skönlitterär författare med romanen The Hottest State.

## Priser och utmärkelser
- Nobelpriset – Wisława Szymborska, Polen[3]
- Augustpriset
  - Skönlitteratur – Tomas Tranströmer för Sorgegondolen[1]
  - Facklitteratur – Maja Hagerman för Spåren av kungens män
  - Barn- och ungdomslitteratur – Ulf Stark och Anna Höglund för Min syster är en ängel
- ABF:s litteratur- & konststipendium – Henning Mankell
- Aftonbladets litteraturpris – Steve Sem-Sandberg
- Aniarapriset – Bodil Malmsten
- Aristeionpriset – Salman Rushdie och Christoph Ransmayr[1]
- Astrid Lindgren-priset – Henning Mankell
- Bellmanpriset – Lasse Söderberg
- BMF-plaketten – Henning Mankell för Den femte kvinnan
- BMF-Barnboksplaketten – Annika Thor för En ö i havet
- Dan Andersson-priset – Henning E. Pedersen
- De Nios Stora Pris – Lars Andersson
- De Nios Vinterpris – Mare Kandre, Birgitta Lillpers och Jacques Werup
- De Nios översättarpris – Astrid Lundgren, Bertil Albrektson, Hans-Jacob Nilsson och Sture Pyk
- Deutscher Jugendliteraturpreis – Mats Wahl
- Doblougska priset – Inger Edelfeldt och Lennart Sjögren, Sverige samt Dag Solstad och Wera Sæther, Norge
- Elsa Thulins översättarpris – Kerstin Hallén
- Emil-priset – Runer Jonsson
- Erik Lindegren-priset – Jesper Svenbro
- Gerard Bonniers pris – Ulf Linde
- Gerard Bonniers essäpris – Torsten Ekbom
- Gerard Bonniers lyrikpris – Birgitta Lillpers
- Gun och Olof Engqvists stipendium – Eva Ström
- Gustaf Frödings stipendium – Kerstin Ekman
- Gustaf Fröding-sällskapets lyrikpris – Eva Ström
- Göteborgs-Postens litteraturpris – Magnus Dahlström
- Hedenvind-plaketten – Aino Trosell
- Ivar Lo-Johanssons personliga pris – Stiftelsen Ivar Lo-Johanssons författarfonds pris[1]
- Ivar Lo-priset – Sölve Rydell
- John Landquists pris – Knut Ahnlund
- Karl Vennbergs pris – Inger Edelfeldt
- Katapultpriset – Cilla Naumann för Vattenhjärta
- Kellgrenpriset – Stig Claesson
- Kungliga priset – Lars Löfgren
- Landsbygdens författarstipendium – Torgny Lindgren
- Lars Ahlin-stipendiet – Heidi von Born
- Letterstedtska priset för översättningar – Per Erik Wahlund för översättningen av Herman Melvilles Moby Dick
- Lotten von Kræmers pris – Staffan Söderblom
- Lundequistska bokhandelns litteraturpris – Elsie Johansson
- Moa-priset – Sara Lidman
- Neustadtpriset – Assia Djebar, Algeriet
- Nordiska rådets litteraturpris – Øystein Lønn, Norge för novellsamlingen Hva skal vi gjøre i dag og andre noveller[1]
- Pilotpriset – Lars Gustafsson[1]
- Prix Médicis Etranger – Michael Krüger
- Samfundet De Nios Särskilda pris – Solveig von Schoultz
- Schückska priset – Anders Cullhed
- Signe Ekblad-Eldhs pris – Carola Hansson
- Slovenska Frihetsorden i brons – Astrid Lindgren
- Stiftelsen Selma Lagerlöfs litteraturpris – Rolf Edberg
- Stig Carlson-priset – Marie Silkeberg
- Svenska Akademiens nordiska pris – Arne Næss, Norge
- Svenska Akademiens tolkningspris – Rika Lesser
- Svenska Akademiens översättarpris – Kerstin Hallén
- Svenska Dagbladets litteraturpris – Peter Kihlgård för Anvisningar till en far
- Sveriges Radios Romanpris – Henning Mankell för Comedia infantil
- Sveriges Radios Lyrikpris – Katarina Frostenson
- Tegnérpriset – Kurt Johannesson
- Tidningen Vi:s litteraturpris – Ola Larsmo
- Tollanderska priset – Erik Allardt
- Tucholskypriset – Svetlana Aleksijevitj, Vitryssland
- Wahlström & Widstrands litteraturpris – Claes Hylinger
- Östersunds-Postens litteraturpris – Urban Andersson
- Övralidspriset – Bo Grandien

## Nya böcker

### A – G
- Aldurs dal av David Eddings
- Alias Charlie Lavendel 1952-61 av Carl Fredrik Reuterswärd
- Alias Grace av Margaret Atwood
- Anvisningar till en far av Peter Kihlgård
- Barins triangel av Håkan Nesser
- Berts befrielse av Anders Jacobsson och Sören Olsson[4]
- Bert och boysen av Anders Jacobsson och Sören Olsson[5]
- Breviarium, essäer av Lars Ahlin
- Caesars örn av Jan Mårtenson
- Den siste gudfadern av Mario Puzo
- Detonerade drömmar av Ulf Söderström
- Drakarna över Helsingfors av Kjell Westö
- Druidparken av Torbjörn Säfve
- Då dagboken dog av Björn Hellberg
- En prosaist i New York av Göran Tunström
- Fight Club av Chuck Palahniuk
- För gammal vänskaps skull av Tomas Arvidsson
- Glasfåglarna av Elsie Johansson
- Gå mot solen av Margareta Strömstedt
- Gör mig levande igen av Kerstin Ekman

### H – N
- Hon går genom tavlan, ut ur bilden av Johanna Nilsson (debut)
- I fiendens närvaro av Elizabeth George
- Imorgon när kriget kom av John Marsden
- Innocent Graves av Peter Robinson
- Jagat byte – Two for the Dough  av Janet Evanovich
- Kvinna med födelsemärke av Håkan Nesser[6]
- Lifsens rot av Sara Lidman
- Maroonberget av Ola Larsmo
- Med mina ord av Mona Sahlin (självbiografi)[1]
- Mozarts tredje hjärna av Göran Sonnevi
- Nyaga av Peter Nilson
- Nästa som rör mig av Bodil Malmsten

### O – U
- Orbitor. Vänster vinge av Mircea Cărtărescu
- Safirrosen av David Eddings
- Sammanhang av Birgitta Trotzig
- Skimmer av Göran Tunström
- Skrud av Åsa Lantz
- Skuggan växer av Robert Jordan
- Sommarspel av Robert Kangas
- Sorgegondolen (diktsamling) av Tomas Tranströmer[6]
- Startpistolen av Claes Holmström
- Sunes hjärnsläpp av Anders Jacobsson och Sören Olsson[7]
- Tears klippa av Robert Jordan
- Theres av Steve Sem-Sandberg[6]
- Tjänarinnan. En kärleksroman av Lars Gustafsson
- Tuva-Lisa och vindens son av Anders Jacobsson och Sören Olsson[8]
- Under det rosa täcket av Nina Björk[6]

### V – Ö
- Vägar till Sveriges kristnande av Jan Arvid Hellström
- Zilch av Mikael Furugärde

## Avlidna
- 4 januari – Arvid Fredborg, 80, svensk författare och historiker.[1]
- 28 januari – Joseph Brodsky, 55, rysk författare, nobelpristagare 1987.[1]
- 10 februari – Björn-Erik Höijer, 88, svensk författare.[1]
- 3 mars – Marguerite Duras, 81, fransk författare.[1]
- 15 mars – Tomas Wieslander, 55, svensk kompositör, barnboksförfattare och illustratör.
- 18 mars – Odysseus Elytis, 84, grekisk författare, nobelpristagare 1979.
- 6 maj – Pekka Langer, 76, svensk författare och programledare i TV och radio.
- 18 maj – Kai Söderhjelm, 77, finlandssvensk författare och journalist.
- 19 maj – Stig Ahlgren, 86, svensk författare, publicist, litteraturkritiker, kulturjournalist och debattör.
- 31 maj – Timothy Leary, 75, amerikansk författare, psykolog och drogförespråkare.
- 17 juni – Thomas Samuel Kuhn, 73, amerikansk författare, filosof och professor.
- 27 augusti – Sven Stolpe, 91, svensk författare.[1]
- 16 september – Sven Alfons, 78, svensk poet, konsthistoriker och konstkritiker.
- 19 december – Lasse Holmqvist, 65, svensk tv-programledare, journalist och författare.
- 20 december – Carl Sagan, 62, amerikansk astronom och författare, död i cancer.

### Fotnoter
1. 1 2 3 4 5 6 7 8 9 10 11 12 13 14 15   Horisont 1996. Bertmarks
2. ↑  ”Astrid Lindgren”. http://www.astridlindgren.se/mer-fakta/utvalda-artal. Läst 21 mars 2011.
3. ↑  ”Nobelpriset i litteratur”. https://www.nobelprize.org/prizes/lists/all-nobel-prizes-in-literature/. Läst 20 mars 2011.
4. ↑  Bert Arkiverad 26 oktober 2011 hämtat från the Wayback Machine.
5. ↑  Bert Arkiverad 26 oktober 2011 hämtat från the Wayback Machine.
6. 1 2 3 4  Gradvall, Nordström, Nordström, Rabe, Jan, Björn, Ulf, Anina. Tusen svenska klassiker. Norstedts Förlagsgrup. Läst 12
7. ↑  Sune Arkiverad 18 augusti 2010 hämtat från the Wayback Machine.
8. ↑  Tuva-Lisa Arkiverad 26 oktober 2011 hämtat från the Wayback Machine.